# Nikon D2X
Nikon D2X — профессиональный однообъективный цифровой зеркальный фотоаппарат компании Nikon с разрешением матрицы 12,2 мегапикселя. Камера была анонсирована 16 сентября 2004 года.
В июне 2006 года появилась камера D2Xs.

## Описание
Nikon D2X представляет собой однообъективную цифровую зеркальную камеру (DSLR) со светочувствительной КМОП-матрицей (CMOS) Sony IMX-007-AQ формата Nikon DX с разрешением 12,2 мегапикселей.
Относясь к профессиональным камерам, D2X имеет корпус из магниевого сплава с защитой от пыли и брызг.

## Nikon D2Xs
1 июня 2006 года Nikon анонсировали новую камеру Nikon D2Xs, заменившую на рынке D2X. Камеры имеют схожую конструкцию и характеристики.
Ниже приводятся нововведения D2Xs, в сравнении с D2X:
- автоматическое затенение границ кадра в видоискателе;
- дополнительные параметры автофокуса;
- меньший расход энергии (до 3800 снимков от одной батареи);
- обновленный LCD-экран;
- режим чёрно-белой съемки;
- запись данных GPS (при подключении приёмника);
- функция кадрирования;